# Pill (Ausztria)
Pill település Ausztriában, Tirolban a Schwazi járásban található. Területe 20,9 km², lakosainak száma 1 149 fő, népsűrűsége pedig 55 fő/km² (2014. január 1-jén). A település 556 méteres tengerszint feletti magasságban helyezkedik el.

## Népesség
| Lakosok száma | 495  | 549  | 562  | 743  | 1068 | 1066 | 1050 | 1149 | 1165 | 1202 |
|               | 1869 | 1910 | 1939 | 1981 | 2003 | 2006 | 2010 | 2014 | 2017 | 2021 |

## Fordítás
- Ez a szócikk részben vagy egészben  a   Pill, Tyrol című angol Wikipédia-szócikk ezen változatának fordításán alapul.  Az eredeti cikk szerkesztőit annak laptörténete sorolja fel. Ez a jelzés csupán a megfogalmazás eredetét és a szerzői jogokat jelzi, nem szolgál a cikkben szereplő információk forrásmegjelöléseként.